# Misso (gemeente)
Misso (Estisch: Misso vald) was een gemeente in de Estlandse provincie Võrumaa. De gemeente had een oppervlakte van 188,5 km² en was met haar 615 inwoners op 1 januari 2017 de kleinste van de provincie.
Misso besloeg de uiterste zuidoosthoek van Estland en grensde zowel aan Letland als aan Rusland. De landgemeente telde één wat grotere plaats met de status van alevik (vlek): de hoofdplaats Misso. De grootste van de 54 dorpen waren Missokülä, Määsi, Kärinä en Tsiistre.
In Misso werd Seto gesproken. Evenals de gemeenten Mikitamäe, Värska en Meremäe was Misso aangesloten bij de Unie van Gemeenten van Setomaa (Setomaa Valdade Liit). In oktober 2017 werden Meremäe, Mikitamäe en Värska samengevoegd tot de gemeente Setomaa. Misso werd opgesplitst. Hindsa, Koorla, Kossa, Kriiva, Leimani, Lütä, Määsi, Mokra, Napi, Põrstõ, Pruntova, Saagri, Tiastõ, Tiilige,  Toodsi en Tserebi gingen naar Setomaa. Häärmäni, Hino, Horosuu, Hürsi, Käbli, Kärinä, Kaubi, Kimalasõ, Kiviora, Korgõssaarõ, Kundsa, Kurõ, Laisi, Mauri, Misso, Missokülä, Misso-Saika, Möldre, Muraski, Pältre, Parmu, Pedejä, Põdramõtsa, Põnni, Pupli, Rammuka, Ritsiko, Saagrimäe, Sakudi, Sandi, Sapi, Savimäe, Savioja, Siksälä, Suurõsuu, Tika, Tsiistre en Väiko-Tiilige gingen naar Rõuge.
Bij de herindeling verdween het dorp Rebäse. Dat werd bij Häärmäni gevoegd. 

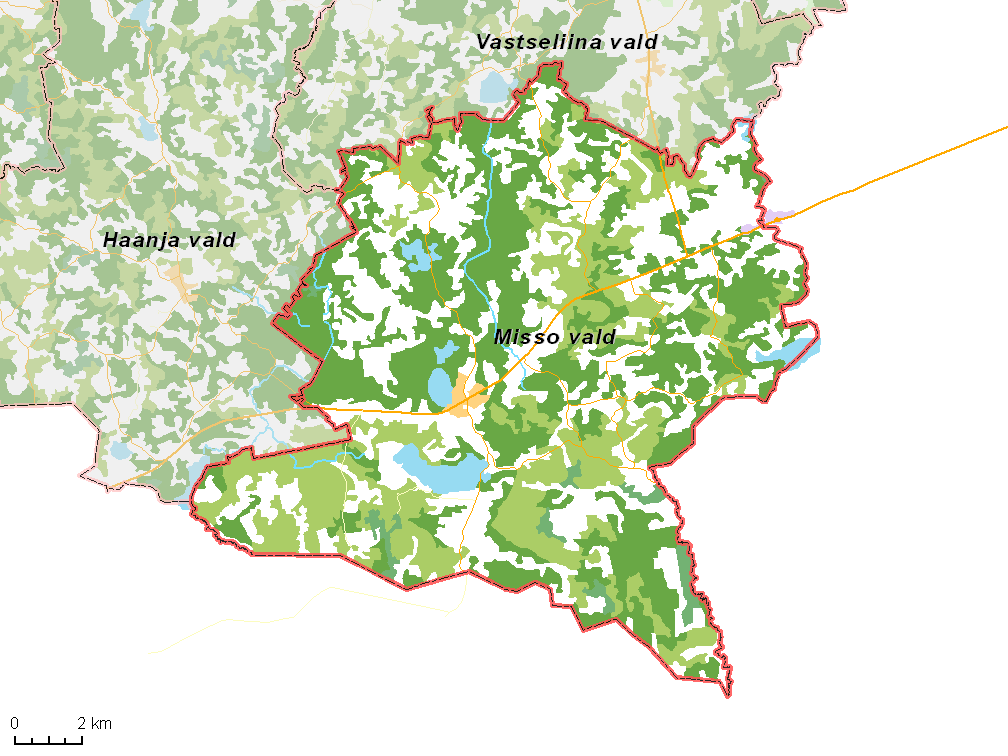
De gemeente met omliggende gemeenten, situatie begin 2017